# 冨樫義博
冨樫 義博（とがし よしひろ、本名同じ、1966年（昭和41年）4月27日 - ）は、日本の漫画家。妻は同じく漫画家の武内直子、弟は同じく漫画家の冨樫。1987年（昭和62年）に『『週刊少年ジャンプ』Winter Special』に掲載された「とんだバースディプレゼント」でデビューし、1989年（平成元年）から『週刊少年ジャンプ』で開始した「てんで性悪キューピッド」で連載デビュー。主に『週刊少年ジャンプ』で活躍。代表作『幽☆遊☆白書』『HUNTER×HUNTER』『レベルE』はいずれもテレビアニメ化され人気を博している。『幽☆遊☆白書』により1993年（平成5年）、第39回小学館漫画賞少年部門受賞。『週刊少年ジャンプ』誌上において『HUNTER×HUNTER』を不定期連載中。

## 経歴
幼年期 〜 学生時代
山形県新庄市万場町にて出生、新庄市立沼田小学校、新庄市立明倫中学校、山形県立新庄北高等学校出身。山形大学教育学部美術学科(現・地域教育文化学部)在学中の1986年（昭和61年）から投稿をはじめ、翌1987年（昭和62年）3月に「ジュラのミヅキ」で第24回ホップ☆ステップ賞佳作、12月に「ぶっとびストレート」で第34回手塚賞準入選をそれぞれ受賞。その後、山形大学を中退し上京、同年「とんだバースディプレゼント」が『週刊少年ジャンプWinter Special』に掲載され、漫画家としてデビューする。

## 代表作
幽☆遊☆白書
1990年（平成2年）から『週刊少年ジャンプ』にて「幽☆遊☆白書」を連載開始。当初は幽霊となった少年を主人公とする1話 - 数話完結の話であったが、連載途中より格闘漫画に作風を移行させた。この作品は人気を集め、1992年（平成4年）にはテレビアニメ化を果たしジャンプの屋台骨を支える看板作品となり、人気の衰えを見る前に連載終了。
レベルE
1995年（平成7年）より1997年（平成9年）にかけては同誌で、不可思議な宇宙人たちを描いたシニカルなSF漫画、「レベルE」を月1で連載する。同作は連載終了から14年を経た2011年（平成23年）にテレビアニメ化されている。
HUNTER×HUNTER
1998年（平成10年）から同誌にて「HUNTER×HUNTER」の連載を開始。王道的な展開ながらも複雑な心理戦を描いた少年漫画として人気を得、1999年（平成11年）からと2011年（平成23年）の2度に渡ってテレビアニメ化されている。1999年（平成11年）1月には同じく漫画家の武内直子と結婚。この頃から頻繁に休載するようになり、2006年（平成18年）には僅か4回の掲載、2007年（平成19年）の連載再開まで79週もの休載を挟んだ。その後も断続的に掲載される形で連載が行なわれているが、休載続きの状況から『北斗の拳 イチゴ味』9巻の巻末インタビュー記事では職業を自ら「無職」と回答していた。2018年11月26日発売の52号より再び長期休載に入り、約3年11カ月後の2022年10月24日発売の47号で再開された。

## 人物・エピソード
- 連載中断の主な原因としては、持病である腰痛の悪化が挙げられる。既に『幽☆遊☆白書』の頃から症状は重く、元アシスタントの味野くにおによれば、腰痛のため「寝そべった状態で原稿を描いていた」こともあったという[8]。本人も、2022年10月より開催の「冨樫義博展 -PUZZLE-」に向けてのコメントで「2年ほど椅子に座れない状態で描けませんでした」「これを書いている2週間前までお尻をふく姿勢がとれず（中略）あらゆる動作が常人の3～5倍時間がかかります」と語っている[9]。

- 実家は新庄市にある「冨樫紙店」で、店内には直筆イラストや設定画が飾ってある[10]。

- 2022年5月24日、Twitterアカウントを開設。翌日にはフォロワーが120万人を突破した[11]。集英社広報部によると、本人が運営しているという[11]。Twitter開設以降、毎日、一部に数字が書かれた原稿を公開していたが、8月12日には初めて原稿を公開せず、「症状が改善せず、治療・回復に時間を大幅に割く事になりました。No399…背景効果指定作成中」と報告した[12]。

- 2022年10月28日から2023年1月9日〈予定〉まで東京・森アーツセンターギャラリー（六本木ヒルズ森タワー 52階）にて画業35周年を記念した展覧会「冨樫義博展 -PUZZLE-」を開催[13]。

## 作風
作品には「善悪」「価値観の逆転」「人間」というテーマが描かれることが多い。 幽☆遊☆白書の妖怪・魔物、『レベルE』の宇宙人、HUNTER×HUNTERのキメラアント、などの外界の生物が人類悪
として描かれるが、そういう“外界”の生物を決して単純な悪者にせず、最終的に善性を持つことになる。また登場人物もHUNTER×HUNTERの殺し屋のキルアや幻影旅団など裏社会に携わるキャラクターが善性を持つようになる。
一方で、黒幕は普通の人間であるが、敵以上に醜悪な人間が登場し、守るべきものは本当に守るべきかと問いかけることが展開も多く描かれる。
敵対敵の戦いについてドカベンの土佐丸高校VS弁慶高校を高く評価しており、HUNTER×HUNTERのクロロとヒソカ戦の参考にした。

## 作品

### 漫画作品
※ 各作品の詳細などについてはリンク先の各記事を参照。
- デフォルトでの表記は発表順。未発表作品については投稿した漫画賞の次期で代用。他列でのソート後に再度発表順でソートするには、最左列を利用する。
- 「種」欄は連載か読切かで2種に大別。
- 「収」欄は収録単行本またはイラスト集を「略号x-y」の形で示す。略号対応については#漫画単行本を参照。
  - 「x」は初収録単行本での収録巻を示す。再出版で収録巻の異なる場合は脚注で補足。
  - 「y」は各単行本内での収録順を示す。

|  | 連載作品 |  | 読切作品 |

|    | 作品名                      | 種   | 発行   | 掲載誌                                         | 収            | 注記 |
| -- | --------------------------- | ---- | ------ | ---------------------------------------------- | ------------- | --- |
| 1  | センセーは年下!!            | 読切 | —      | 雑誌未掲載(1986年投稿)                         | てA4-3 てB3-3 | 産休教師の代理として 小学生が中学校に赴任するギャグ漫画。 第20回H☆S賞(1986年)最終候補。15頁。             |
| 2  | ジュラのミヅキ              | 読切 | —      | 雑誌未掲載(1987年投稿)                         | てA4-2 てB3-2 | 植物と会話し操ることが出来る ジュラ族の少女を主人公とした作品。 第24回ホップ☆ステップ賞佳作受賞作。35頁。 |
| 3  | ぶっとびストレート          | 読切 | —      | 雑誌未掲載(1987年投稿)                         | 短-6          | 野球漫画。 第34回(昭和62年度下半期)手塚賞準入選作品。                                                     |
| 4  | とんだバースディ プレゼント | 読切 | 集英社 | WJ増刊 少年ジャンプ 1988年 Winter Special      | 短-5          | 発明の失敗からコンピュータゲームと結びついた 現実世界を舞台とした作品。デビュー作。                       |
| 5  | オカルト探偵団 PART1        | 読切 | 集英社 | WJ増刊 少年ジャンプ 1988年 Autumn Special      | 短-2          | 推理とオカルトを合わせた作品。31頁                                                                        |
| 6  | HORROR ANGEL                | 読切 | 集英社 | WJ増刊 少年ジャンプ 1989年 Winter Special      | 短-4          | 怪奇映画の精が登場するラブコメディ。                                                                      |
| 7  | オカルト探偵団 PART2        | 読切 | 集英社 | WJ増刊 少年ジャンプ 1989年 Spring Special      | 短-3          | 推理とオカルトを合わせた作品。43頁                                                                        |
| 8  | 狼なんて怖くない!!          | 読切 | 集英社 | 週刊少年ジャンプ 1989年20号                    | 短-1          | 狼男を主人公としたラブコメディ。31頁。 短編集の表題作。                                                   |
| 9  | てんで性悪キューピッド      | 連載 | 集英社 | 週刊少年ジャンプ 1989年32号 - 1990年13号       | て            | ラブコメディ作品。連載デビュー作。                                                                        |
| 10 | 幽☆遊☆白書                  | 連載 | 集英社 | 週刊少年ジャンプ 1990年51号 - 1994年32号       | ゆ            | オカルトコメディとして始まり後に格闘漫画へと変化。 第39回小学館漫画賞受賞作品。アニメ化もされている。     |
| 11 | レベルE                     | 連載 | 集英社 | 週刊少年ジャンプ 1995年42号 - 1997年3・4合併号 | レ            | SF、オカルトコメディ作品。 週刊誌である『WJ』において月刊連載。 後にアニメ化。                            |
| 12 | HUNTER×HUNTER               | 連載 | 集英社 | 週刊少年ジャンプ 1998年14号 - 連載中           | ハ            | 2度のアニメ化等 様々なメディアミックスが行われている。                                                    |
| 13 | 悪天ウォーズ                | 読切 | 集英社 | グランドジャンプPREMIUM 2017年9月号、11月号    |               | 原作担当。作画は水野ハチ。 オリジナルボードゲームを基にした ネーム作品を漫画化。                          |

### 書籍

#### 漫画単行本
書誌情報の詳細などについてはリンク先の各記事を参照。

- 2024年（令和6年）9月現在。
- 書名が同じ物は【 】内の注記で区分をつけている。
- デフォルトでの表記は作品毎にまとめて初巻の発行順とし、短編集については最後に記載した。他列でのソート後にデフォルトの順へと戻すには、最左列を利用する。
- 「略」欄は上記#漫画作品の収録欄で用いている略号を示す。

|  | 連載作品 |  | 再出版 |  | 短編集 |

|    | 書名                               | 発行     | レーベル             | 判   | 発行年          | 巻 | 注記                 | 略  |
| -- | ---------------------------------- | -------- | -------------------- | ---- | --------------- | -- | -------------------- | --- |
| 1  | てんで性悪キューピッド【JC版】     | 集英社   | ジャンプ・コミックス | 新書 | 1990年          | 4  |                      | てA |
| 2  | てんで性悪キューピッド【ワイド版】 | ホーム社 | ホームコミックス     | B6   | 1994年          | 3  | ワイド版での再出版。 | てB |
| 3  | てんで性悪キューピッド【文庫版】   | 集英社   | 集英社文庫コミック版 | 文庫 | 2002年          | 2  | 文庫での再出版。     | てC |
| 4  | 幽☆遊☆白書【JC版】                 | 集英社   | ジャンプ・コミックス | 新書 | 1991年 - 1994年 | 19 |                      | ゆ  |
| 5  | 幽☆遊☆白書【完全版】               | 集英社   | ジャンプ・コミックス | A5   | 2004年 - 2005年 | 15 | ワイド版での再出版。 | ゆ  |
| 6  | 幽☆遊☆白書【文庫版】               | 集英社   | 集英社文庫コミック版 | 文庫 | 2010年 - 2011年 | 12 | 文庫での再出版。     | ゆ  |
| 7  | レベルE【JC版】                    | 集英社   | ジャンプ・コミックス | 新書 | 1996年 - 1997年 | 3  |                      | レ  |
| 8  | レベルE【文庫版】                  | 集英社   | 集英社文庫コミック版 | 文庫 | 2010年          | 2  | 文庫での再出版。     | レ  |
| 9  | HUNTER×HUNTER                      | 集英社   | ジャンプ・コミックス | 新書 | 1998年 - 刊行中 | 38 |                      | ハ  |
| 10 | 狼なんて怖くない!!                 | 集英社   | ジャンプ・コミックス | 新書 | 1989年          | 1  | 短編集。             | 短  |

#### 絵本
- おおぼーぬーとちぃぼーぬー（2005年、講談社 絵／冨樫義博 文／武内直子、ISBN 978-4-06-324536-3）

### その他
- バイオハザード3 公式ガイドブック（1999年発行） にイラストを寄稿。
- 出身地である山形県新庄市のイメージキャラクター「かむてん」のデザインを担当。
- 実弟の冨樫の単行本『森の妖精のはなし』シリーズ（成人向け）巻末にイラスト寄稿。
- 森博嗣小説『地球儀のスライス』、平山夢明小説『他人事』で巻末の解説を書いている。
- 『NARUTO -ナルト-』の連載十周年記念として出版された『NARUTO秘伝・皆の書 - オフィシャルプレミアムファンB00K』（集英社・2009年12月9日発売、ISBN 978-4-08-874834-4）に十周年お祝いメッセージ&イラストを寄稿。および二影対談として『NARUTO -ナルト-』作者・岸本斉史との対談が掲載されている。
- ヘタッピマンガ研究所R（村田雄介）Step15-17にゲストとして登場。漫画家になるまでの経緯などについて話した。
- 『HUNTER×HUNTER』のアニメに声優として2回出演している。
  - パイロット版 - 役柄は不明。
  - 日本アニメーション制作版 - 86番 TVアニメ第13話で受験生の一人（怪鳥に襲われるロッククライマー[18]）

## 関連人物
高橋俊昌
『センセーは年下!!』時代から冨樫に目をつけていた初期から『幽☆遊☆白書』中期までの元担当編集。後、冨樫が『HUNTER×HUNTER』連載中の2001年『週刊少年ジャンプ』第7代編集長。2003年、逝去。
味野くにお
『幽☆遊☆白書』『レベルE』元アシスタント。エッセイ漫画『先生白書』にてアシスタント経験の経緯を描いた。